# Diabòlica de Gràcia
La Diabòlica de Gràcia és una colla de diables de la Vila de Gràcia, Barcelona. Centra les seves actuacions en la cultura del foc, comptant, a hores d'ara, amb més 30 anys d'experiència i participa en gran part dels actes festius del barri. Els espectacles i actuacions de la Diabòlica de Gràcia són una part habitual de les programacions dels actes culturals i festius del barri de Gràcia, i sovint la colla contribueix a organitzar-los.
Els diables de la Diabòlica de Gràcia porten una casaca blava, que els protegeix de les espurnes, decorada amb dues banyes grogues a la caputxa, i uns pantalons de color groc. La colla té diversos temes de composició pròpia que amenitzen les seves actuacions i són els següents: Jo vaig de blau, Oye cómo va i Pollastre a l'asum.

## Història
La Diabòlica té el seu origen en els Diables de Gràcia, nascuts l'any 1981 a proposta de Jordi Cubillos. Tanmateix aquesta colla es va dividir en dos l'any 1982, després de l'escissió d'un part dels seus membres. Així doncs, per una banda es passà anomenar la primera com a Colla Vella de Diables de Gràcia, amb una tendència tradicionalista del costum (model penedesenc), i per l'altre, es formaria la Diabòlica de Gràcia, amb una tendència renovadora, que adoptaria aquest nom el 1984. Aquest esperit renovador es plasmà en la incorporació de dones a la colla, la participació en correfocs i en un enfocament més espectacular en els jocs de foc i pólvora on l'estètica d'aquesta pren relleu (model barceloní).
L'any 2006, a més de canviar el logo i la vestimenta, també s'incorporarà a la colla una secció de tabals. El 20 d'octubre de 2012 la Colla celebrà el seu trentè aniversari com a Colla amb un correfoc especial per la Vila acompanyats.

## Seccions
La colla es divideix en diferents seccions les quals tenen una tasca concreta en cada cas. La colla disposa de dues figures principals que són Llucifer i la Diablessa, ambdues amb un ceptrot, el del primer amb un 42 punts de focs i el de la segona amb 19. Aquests són acompanyats per una comitiva de diables amb maces. Finalment, existeix la secció dels tabalers que se subdivideixen per instruments: bombo, caixes, greus, mitjos i timbales.